# Фернандес де Киршнер, Кристина
Кристи́на Эли́сабет Ферна́ндес де Ки́ршнер (исп. Cristina Elisabet Fernández de Kirchner /kɾisˈtina eˈlisaβet ferˈnandes ðe ˈkirʃner/; род. 19 февраля 1953, Ла-Плата, провинция Буэнос-Айрес, Аргентина) — аргентинский политический и государственный деятель, 55-й президент Аргентины, занимала эту должность с 10 декабря 2007 по 10 декабря 2015 года. Сменила на этом посту своего супруга Нестора Киршнера. Стала второй женщиной-президентом Аргентины (после Исабель Перон) и первой женщиной-президентом Аргентины в результате выборов. С 2017 года — сенатор, с 2019 по 2023 годы — вице-президент Аргентины.
Уроженка города Ла-Плата, Фернандес окончила Национальный университет Ла-Платы. Она познакомилась с будущим мужем во время учёбы, после окончания обучения они переехали в провинцию Санта-Крус, где работали адвокатами. В 1989 году Кристина Фернандес была избрана в Законодательное собрание провинции Санта-Крус, в период с 1995 по 2007 год несколько раз избиралась в Аргентинский Национальный конгресс. На президентских выборах 2007 года Кристина Фернандес была кандидатом от правящей партии «Фронт за победу», она выиграла их с 45 % голосов и с перевесом в 20 % относительно следующего кандидата. На этих выборах процентный разрыв между кандидатами был самым большим с 1983 года, когда в Аргентине было установлено гражданское правление и начали проходить свободные выборы. Подвергаясь критике со стороны как правых, так и левых политических оппонентов, она имела широкую и достаточно устойчивую поддержку как внутри Аргентины, так и среди стран-соседей по Южноамериканскому континенту.
В декабре 2022 года суд приговорил Кристину Киршнер к шести годам тюремного заключения по делу о коррупции. Кроме того, суд лишил её права занимать государственные должности пожизненно. Но поскольку Киршнер обладает иммунитетом, занимая посты вице-президента и главы сената, «в обозримом будущем ей не придётся отбывать срок».

## Юность
Кристина Фернандес Вильгельм родилась 19 февраля 1953 года в городе Ла-Плата провинции Буэнос-Айрес, родители — Эдуардо Фернандес и Офелия Эстер Вильгельм. Эдуардо Фернандес (1921—1982), сын испанских эмигрантов, работал водителем автобуса и был акционером транспортной компании. Офелия Эстер Вильгельм — дочь поволжского немца Карла Вильгельма — родилась в городке Толоса. Офелия забеременела, когда была обручена с Эдуардо Фернандесом. В то время это был скандал, однако пара решила официально оформить свой статус только после пятилетия дочери. У Кристины есть младшая сестра Хисель (Giselle). Она младше на два года и работает врачом в Ла-Плате.
С юности Фернандес хорошо училась, вначале в школе Comercial San Martín в родном городе Ла-Плата, а затем в школе Nuestra Señora de la Misericordia, расположенной в городке Толоза. В 1973 году Кристина Фернандес поступила на психологический факультет Национального университета Ла-Платы. В октябре 1974 года она знакомится с Нестором Киршнером, который состоял в молодёжном леворадикальном движении. Кристина Фернандес увлеклась политикой и перевелась на юридический факультет университета.
Нестор и Кристина Фернандес поженились в четверг, 8 мая 1975 года, и тогда к её фамилии было добавлено «де Киршнер»: приставка «де» означает, что Кристина Фернандес замужем за Киршнером. На последнем году обучения в университете супруги прекратили активную политическую деятельность, опасаясь отчисления Кристины из университета. Супруги Киршнер решили переехать в родной город Нестора в провинции Санта-Крус, где открыли частное адвокатское агентство, в котором в обязанности Кристины Фернандес входил поиск новых клиентов, а её муж занимался административной и финансовой деятельностью.

## Начало политической карьеры
Кристина Фернандес начала свою политическую карьеру в перонистской Хустисиалистской партии в середине 1970-х годов.
В течение 1976—1982 годов (во время Процесса национальной реорганизации) Кристина и Нестор Киршнер были вне политики и занимались юридической практикой в Рио-Гальегосе.
Кристина Фернандес де Киршнер возобновила политическую карьеру в конце 1980-х годов, приняв активное участие в предвыборной кампании своего мужа, в результате которой он был избран губернатором провинции Санта-Крус. Она сама была дважды избрана в законодательное собрание провинции Санта-Крус в 1989 и 1993 годах.
В 1995 и 2001 годах Кристина Фернандес была избрана в Сенат Аргентины от провинции Санта-Крус, а в 1997 году — Палату Депутатов. Она принимала участие в избирательной президентской кампании своего мужа. Выборы состоялись 27 апреля 2003 года, победителем первого тура стал бывший президент Карлос Менем набравший 25 %, на втором месте был Нестор Киршнер, третье и четвёртое места разделили два социалистических кандидата. Второй тур выборов назначили на 18 мая, но Карлос Менем решил, что проиграет и снял свою кандидатуру, фактически признав Киршнера новым президентом. В итоге второй тур выборов не состоялся, Нестор Киршнер был объявлен победителем, набрав 21,9 % голосов (минимальный показатель в истории выборов президента Аргентины).
В течение президентского срока мужа Кристина Фернандес принимала участие в политической жизни страны. Она произносила речи на политических собраниях, что напоминало аргентинцам Эвиту Перон. Хотя она в дальнейшем отвергала такие сравнения, однажды Фернандес признала в интервью, что идентифицирует себя с образом Эвиты как общественного деятеля. На выборах в Сенат Аргентины от провинции Буэнос-Айрес в 2005 году Кристина Фернандес была основным кандидатом от партии «Фронт за победу». Она участвовала в предвыборной кампании против Хильды Гонсалес Дуальде, жены экс-президента Эдуардо Дуальде. Кристина Фернандес победила на выборах, получив 45,77 % голосов избирателей.
- Кристина Фернандес со своим мужем, дочерью и сыном
- Кристина Фернандес со своим сыном и дочерью

## Выдвижение в президенты Аргентины
За время, когда Нестор Киршнер был президентом, Аргентина справилась с тяжелейшим финансовым кризисом 2001—2002 годов, который привёл страну к резкому обнищанию населения и росту социальной напряжённости. Итогом экономической политики Нестора Киршнера стал рост ВВП, который составил 8,7 % в год. Его объём составил 232 миллиарда долларов. Инфляция была в 2007 году на уровне 8,5 %, против 9,8 % в 2006 году. Безработица была снижена до 8,5 %. Незадолго до выборов, президент увеличил уровень минимальной заработной платы, повысил пенсии и другие социальные пособия, а также снизил налог на имущество граждан. Эти действия повысили рейтинг четы Киршнеров. Вопреки ожиданиям своих сторонников, Нестор Киршнер выступил с заявлением, что баллотироваться на второй президентский срок он не будет. Эксперты полагают, что Нестор не пошёл на второй президентский срок в связи с обвинениями в коррупции. Кроме того, его популярность снизилась с 67 до 45 %. По мнению аналитиков, ему потребовалось время, чтобы организовать новую политическую партию левоцентристских взглядов, с целью подготовки своего будущего возвращения во власть.
10 июля 2007 года президент Аргентины Нестор Киршнер заявил, что его супруга Кристина Фернандес, в случае её избрания на высший государственный пост, способна изменить историю страны.
19 июля 2007 года Кристина Фернандес официально провозглашена кандидатом на пост президента страны от партии «Фронт за победу». Церемония состоялась в городе Ла-Плата, расположенном в 60 километрах от Буэнос-Айреса. На церемонии присутствовал президент Аргентины и политическая элита страны.
Кристина Фернандес выступила с первым предвыборным заявлением.
Страна нуждается в перестройке и придании постоянного и стабильного курса развития государства, не подвластного меняющимся политическим веяниям.
Кристина Фернандес пользовалась поддержкой значительной части избирателей. По состоявшимся опросам ей отдавали от 40 до 47 % голосов избирателей. Также все были уверены, что своим рейтингом она была обязана политике мужа — Нестора Киршнера. Для того, чтобы сторонники Нестора Киршнера поддержали её на выборах, Кристина Фернандес дала обещание продолжить политику своего мужа. Кристина Фернандес сказала: «У всех нас есть мечты, которые ещё предстоит осуществить». Тем более, что он и стал её главным советником. Предвыборная кампания Кристины Фернандес прошла под лозунгом «Продолжение изменений в экономике страны».
Партия «Фронт за победу», которая объединяет перонистов, радикалов и бывших социалистов, была в фаворитах у бедных слоёв населения и рабочих, после того как они почувствовали улучшение жизни за время президентства Киршнера. Однако Кристина Фернандес не является политиком левых взглядов, деятельность которого направлена целиком на улучшение жизни нуждающихся и трудящихся масс за счёт налогов и других мер. Движение перонистов, из сторонников которого образовалась партия «Фронт за победу», образовалось вокруг доктрины «хустисиализма» (справедливого общества «третьего пути» между капитализмом и социализмом).
Характерным признаком её предвыборной кампании стали поездки по странам Европы, США и Латинской Америке с целью привлечения в Аргентину новых инвесторов. В теледебатах с оппонентами она не участвовала и с избирателями встречалась редко.
Кристина Фернандес была лидером предвыборной кампании 2007 года. Ей нужно было получить 45 % голосов либо преимущество над ближайшим соперником в 10 % голосов избирателей. Кристина Фернандес победила на выборах, получив 45,29 % голосов избирателей, за неё проголосовали 8 650 990 человек, в то время как её соперница Элиса Каррио (кандидат от Гражданского движения) получила лишь 22,95 %. Также 16,88 % голосов набрал министр экономики Роберто Лаванья. Одиннадцать других кандидатов в сумме набрали 15 %. Кристина Фернандес была популярна среди рабочих, её также поддержал средний класс. По результатам выборов, Кристина Фернандес проиграла в трёх крупнейших городах: Буэнос-Айресе, Кордове и Росарио, хотя победила в большинстве остальных районов, в том числе в больших провинциальных центрах, таких как Мендоса и Тукуман. Так, на президентских выборах 2007 года член ГРС Хулио Кобос выдвинулся вице-президентом вместе с Кристиной Фернандес, хотя на этих же выборах от ГРС на должность президента выдвигался Роберто Лаванья. После избрания Кристины Фернандес президентом Кобос был приведён к присяге в качестве вице-президента в декабре 2007 года.
Во время избирательной кампании, по итогам которой Фернандес была избрана президентом страны, адвокат Серхио Бергенфельд и журналист Кристиан Санс заявили, что она получила диплом Национального университета Ла-Платы незаконно. После проверки в архиве Национального университета Ла-Платы было официально объявлено: «Кристина Фернандес получила диплом о высшем образовании в 1979 году».

## Кабинет министров
С 14 ноября по 10 декабря президент сформировала новый кабинет министров. Были назначены 12 министров, семь из которых уже входили в состав правительства Нестора Киршнера. Главой кабинета министров стал Альберто Фернандес. В 2008 году создан пост министра туризма, им стала Дебора Джорджи. В 2009 году создан пост министра архитектуры, им стал Хулиан Домингес.

## Президентство

### Вступление в должность
10 декабря состоялось вступление в должность нового президента Аргентины. На церемонии присутствовали члены обеих палат аргентинского Конгресса и представители 160 иностранных делегаций. После того, как Кристина Фернандес де Киршнер приняла присягу президента Аргентины, она произнесла свою инаугурационную речь. В ней президент Аргентины дала обещание бороться с бедностью и заявила, что принадлежность Мальвинских островов Аргентине не может являться вопросом переговоров. Кристина Фернандес дала высокую оценку работе правительства Нестора Киршнера и заявила, что намерена продолжить экономический и политический курс страны, начатый этим правительством. В речи, посвящённой бывшему президенту, Фернандес заявила:
Для меня и для всех аргентинцев он по-прежнему будет президентом.
Став президентом, Кристина Фернандес столкнулась с проблемами инфляции и высоких цен, недостаточных инвестиций в ключевых отраслях, низкой кредитоспособности страны (выразившейся, в частности, в проблеме реформирования Национального института статистики (INDEC)), отсутствия дешёвых кредитов для частного сектора, а также с проблемой внешнего долга (которую нужно было урегулировать с Парижским клубом).

## Внутренняя политика

### Изменения налогов на экспорт сельскохозяйственной продукции
2008 год ознаменовался в Аргентине противостоянием правительства и производителей сельскохозяйственной продукции. 11 марта 2008 года в связи с международным ростом цен на продовольствие и под влиянием спекулятивных настроений министр экономики Мартин Лусто объявил о новой системе экспортных пошлин на вывоз из страны четырёх продуктов и их производных: сои, подсолнечника, кукурузы и пшеницы.
 По мнению Лусто, это было стимулом для развития мясной и молочной промышленности. Правительство Аргентины увеличило таможенные пошлины на экспорт сои и подсолнечника с 35 % и 32 % до 44,1 % и 39,1 % соответственно. Эти меры были обоснованы предварительными оценками, согласно которым налоги на экспорт сельхозпродукции должны будут расти параллельно с ростом цен на неё на внешнем рынке. Однако фермеры выступили против повышения налогов, считая, что в результате они будут терять 2,4 млрд долларов в год. Конфликт обострился 25 марта, когда крупные сельскохозяйственные и животноводческие предприятия приостановили производство «на неопределённое время» до момента отмены правительством повышения экспортного налога. В свою очередь Фернандес заявила, что не будет вести переговоры по этому вопросу. Фермеры участвовали в 400 пикетах на основных магистралях Аргентины и прекратили поставки продовольствия на внутренний рынок. Это привело к повышению цен на основные продукты в среднем на 15 %. В торговых сетях не было хлеба, мяса, молока. Эскалация конфликта привела к тому, что тысячи протестующих по всей стране вышли на улицы, чтобы противостоять решению правительства Аргентины. Происходили столкновения между сторонниками фермеров и правительства.
Стороны не смогли прийти к согласию на переговорах. Кристина Фернандес вынуждена была обратиться за поддержкой в Парламент Аргентины. Перед днём голосования в Сенате сельхозпроизводители заявили, что не смирятся с принятием закона, обжалуют его в Верховном суде и будут продолжать забастовку. В результате противостояния президента и фермеров потери экономики Аргентины составили 1,5 миллиарда долларов.
В день голосования в Сенате по решению правительства было отдано одинаковое количество голосов «за» и «против». Кобос решил исход голосования, решив в последний момент поддержать аграриев.
Несмотря на то, что Кобос принадлежал к правящей партии и должен был поддерживать главу государства, он проголосовал против закона, предложенного президентом страны, что привело к острому политическому кризису. При этом он отказался подать в отставку, заявив по аргентинскому телеканалу «С5N»: «Я не намерен подавать в отставку. Думаю, что президент меня поймёт, так как я действовал по совести. Нам не нужен закон, который не приводит к согласию в обществе». В конце апреля 2008 года министр экономики Мартин Лусто ушёл в отставку, после того как на этом настояла президент Фернандес. 17 июня Кристина Фернандес де Ки́ршнер отправила в Конгресс проект закона о изменении налогов на экспорт зерна и компенсациях для мелких производителей. Утром 17 июля Сенат отклонил правительственный законопроект о повышении экспортных налогов, представленный правительством, который был ранее утверждён с поправками в Палате представителей. 18 июля 2008 года Кристина Фернандес вынуждена была подписать указ об отмене «плавающей» шкалы таможенных пошлин на экспорт сельхозпродукции (резолюция 125/08), и конфликт с фермерами был исчерпан.
Противостояние с фермерами в 2008 году и отмена правительственных решений конгрессом привели к значительному падению рейтинга Кристины Фернандес, особенно среди среднего и высшего класса. В результате в некоторых СМИ и среди оппозиционных политиков после завершения конфликта преобладало мнение, что рейтинг Фернандес для большинства избирателей упал до минимального уровня, и среди оппозиции были мнения о её грядущей отставке Опрос, проведённый газетой El País, показал, что после протестов фермеров рейтинг Фернандес «упал» до 23 %.

### Закон о национализации частных Пенсионных Фондов
В ноябре 2008 года Кристина Фернандес де Киршнер одобрила законопроект о национализации частных пенсионных фондов, который ранее после двенадцатичасового обсуждения был одобрен Сенатом. Частные пенсионные фонды в Аргентине располагали накоплениями граждан на сумму около 24 млрд долларов, но в результате мирового финансового кризиса сбережения начали обесцениваться. Оппозиция обвинила президента Аргентины в том, что за счёт пенсионных накоплений Фернандес собирается исправить ситуацию с дефицитом бюджета. Кристина Фернандес в ответ заявила, что хочет реформировать пенсионную систему. Сенат Аргентины утвердил 21 ноября этот законопроект. За законопроект высказались 46 сенаторов из 64. Глава Национальной службы социального обеспечения Аргентины, в которую поступили эти деньги, сказал: «Провалившийся эксперимент с частными пенсионными фондами закончен». Руководители частных фондов на это заявили: «Система показала свою жизнеспособность и демонстрировала рост на протяжении 14 лет своего существования». Участники митинга в Буэнос-Айресе назвали национализацию частных пенсионных фондов «грабежом», и, по их словам, правительство так решило свои финансовые проблемы.

### Меры по преодолению мирового финансового кризиса
В декабре 2008 года в целях борьбы с мировым экономическим кризисом Кристина Фернандес де Киршнер разработала пакет антикризисных экономических мер, направленных на поддержание промышленного и сельскохозяйственного производства. Кабинет министров Аргентины предоставил кредиты в размере $3,9 млрд предприятиям промышленности и других сфер производства. Средства, выделенные правительством, пошли на сохранение рабочих мест и на улучшение уровня жизни в Аргентине.
Снижение рейтинга президента произошло за счёт мирового экономического кризиса и вызванного им снижения экономической активности в стране. Оппозиция критиковала работу членов правительства, таких как: бывший министр транспорта Рикардо Хайме Морено, бывший министр экономики Мартин Лусто и других. Согласно опросу, проведённому в период с 3 по 12 февраля 2009 года, на тот момент наибольший рейтинг у Фернандес был среди населения пригорода Буэнос-Айреса, где преобладает промышленный сектор, — 38 %, а самый низкий уровень поддержки в сельскохозяйственных регионах — около 20 %.

### Национализация авиазавода компанииLockheed Martin
В марте 2009 года Кристина Фернандес де Киршнер заявила о предстоящей национализации авиазавода, принадлежавшего компании Lockheed Martin, с которой был заключён договор в ноябре 2007 года о передаче в собственность государства. Президент заявила о намерениях правительства возвратить те предприятия, которые были проданы в 1990-е годы правительством президента Карлоса Менема. Правительство выплатило Lockheed Martin 27 миллионов долларов. Больше тысячи сотрудников предприятия сохранили свои рабочие места. Авиазавод проводит техническое обслуживание и ремонт самолётов авиакомпании «Aerolíneas Argentinas» и её филиала «Austral Líneas Aéreas», которые раньше принадлежали испанской группе компаний «Grupo Marsans» и были национализированы в 2008 году. По словам Фернандес: «правительство продолжает возвращать в руки государства стратегические объекты и предприятия, которые были утрачены в 90-е годы XX века на волне приватизации при Карлосе Менеме, главе государства в 1989—1999 годы».

### Новый Закон о СМИ
В сентябре 2009 года правительство Аргентины разработало новый Закон о СМИ. Новый закон предусматривал регулирование аудиовизуальных медиауслуг на всей территории Аргентины и разработку механизмов содействия, поощрения конкуренции и универсализации новых информационных технологий и коммуникаций, создание Федерального управления по аудиовизуальным услугам связи, создание должности общественного защитника аудиовизуальных услуг связи, ответственного за получение и направление запросов и жалоб. С целью предотвращения образования монополий законопроект устанавливает лимиты на количество лицензий на вещание. Законопроект предусматривает изменения порядка получения лицензии. В отличие от действующего закона он позволяет мелким компаниям работать на рынке медиауслуг. Срок действия лицензии составит десять лет (до введения закона было 15 лет), лицензии будут проверяться раз в два года. Предоставляет равные возможности для всех медиакомпаний. Обеспечит свободный доступ населения к просмотру спортивных мероприятий. Закон регулирует количество эфирного времени на рекламу, чтобы защитить население от чрезмерных рекламных пауз. Способствует внедрению новых технологий и услуг. Более широкое участие правительства в работе радио и телевидения. Предоставляет 33 % эфирного времени для некоммерческих организаций. Предоставляет национальным университетам право иметь собственные теле- и радио-каналы. Предусматривает создание качественных программ для детей. Устанавливает правило показа не менее восьми национальных фильмов в год на всех телеканалах.
Законопроект подвергся критике со стороны оппозиции, посчитавшей его средством, способным заставить замолчать голоса с критикой правительства, особенно в медиахолдинге «Clarín». «Clarín» и другие крупные медиагруппы критиковали этот законопроект на основании того, что они будут вынуждены расстаться с частью принадлежащих им каналов. Рикардо Киршбаум, редактор медиахолдинга «Clarín», сказал: «Принятие закона угрожает свободе слова». В их поддержку выступила правая оппозиция и социал-демократы, по их мнению, правительство Кристины Фернандес использует новый закон для ужесточения государственного контроля над СМИ.
Доктор Лауро Лайно, президент ассоциации ADEPA, произнёс в своей речи 24 сентября 2009 года: «Я против принятия этого Закона» и добавил: «В Латинской Америке и особенно в Венесуэле и Аргентине свобода прессы подрывается под различными предлогами». Организация же «Репортёры без границ» высказалась в поддержку закона, ссылаясь на необходимость отмены закона по радиовещанию 1980 года, который был введён последним военным правительством Аргентины.
В конце октября 2009 года закон был утверждён Конгрессом страны. Его поддержали 44 депутата, против проголосовали 24 человека.
 В это время разногласия между правительством Кристины Фернандес и национальными средствами массовой информации усугубились из-за действий союза водителей грузовиков во главе с Пабло Мояно, сыном Хьюго Мояно (руководитель крупнейшего в стране профсоюза Всеобщая конфедерация трудящихся), который всегда поддерживал правительство Фернандес. Продажа наиболее широко распространённых газет страны «Clarín» и «La Nación» была приостановлена после угроз применения насилия в отношении продавцов в газетных киосках. 7 ноября 2009 года ассоциация редакторов газет Буэнос-Айреса (AEDBA) выступила с заявлением, в котором утверждала, что водители грузовиков осуществляли ожесточённые атаки на газетные киоски. Это произошло впервые с 1983 года.
25 марта 2010 года Верховный суд временно приостановил действие нового Закона по иску депутата Конгресса.
В июне 2010 года Верховный суд единогласно поддержал Закон о СМИ и игнорировал многочисленные призывы, поданные оппозицией и руководителями медиабизнеса, чьи интересы пострадали от этого Закона. Верховный суд отменил предыдущее судебное решение, по которому действие Закона, утверждённого в октябре 2009 года, было приостановлено.
Верховный суд Аргентины постановил, что действия оппозиции, которая пыталась приостановить новый Закон о СМИ, одобренный Национальным конгрессом, были незаконными.
В результате принятия закона медиахолдинг «Clarín» потерял один из своих платных кабельных каналов (13 канал).
Ранее в апреле 2008 года Фернандес подверглась критике со стороны Аргентинской ассоциации владельцев средств массовой информации (исп. Asociación de Entidades Periodísticas Argentinas, или ADEPA). Причиной послужило то, что она публично обвинила популярного карикатуриста Эрменехильдо Сабата (Hermenegildo Sábat) в действиях, которые президент охарактеризовала как «quasi mafioso» (с итал. — «почти мафиозо»), после того как в газете «Clarín» появилась карикатура на Кристину Фернандес с перевязанным лицом. ADEPA, в ответ на правительственное предложение о создании средств для надзора за расизмом и дискриминацией, прокомментировала это как «скрытую попытку правительства контролировать средства массовой информации».

### Закон о политической реформе
В октябре 2009 года Кристина Фернандес де Киршнер разработала проект политической реформы страны. Для обсуждения законопроекта в Доме правительства были приглашены лидеры оппозиции, но они отказались это сделать. По словам лидеров оппозиции, предлагаемые поправки в законе затруднят существование партий с небольшим количеством членов. Также представители оппозиции заявили: реформа, предложенная президентом, изменит многопартийную систему Аргентины на двухпартийную. Закон был принят Сенатом Аргентины 2 декабря 2009 года. За проголосовали 42 депутата, против 24.
30 июня 2011 года Кристина Фернандес подписала декрет о политической реформе в Аргентине. На состоявшейся пресс-конференции после подписания документа министр внутренних дел Флоренсио Рандаццо заявил: «Все политические партии и блоки, которые намерены участвовать во всеобщих выборах, 14 августа 2011 года примут участие в „открытом, параллельном и принудительном“ предварительном голосовании для определения кандидатов на пост главы государства».
Новый закон предусматривает обязательное проведение открытых праймериз, создание избирательных союзов в течение 60 дней до начала праймериз. Каждая партия в течение 90 дней до проведения праймериз должна набрать в пяти департаментах по четыре тысячи голосов в свою поддержку, в каждом из департаментов для участия в президентских или парламентских выборах. Меняется порядок финансирования партий: 50 % государственные взносы и 50 % взносы частных лиц (на предыдущих выборах соотношение было 30 и 70 % соответственно). Создаётся контрольный совет в качестве механизма контроля провозглашения кандидатов на выборах, который работает вместе с Национальной избирательной комиссией и состоит из адвокатов политических движений, которые участвуют в избирательном процессе. Первичные выборы состоялись 14 августа 2011 года по новому закону о выборах. Президентские выборы состоялись 23 октября 2011 года.

### Конфликт вокруг фондаBicentenario
14 декабря 2009 года Кристина Фернандес своим указом создала специальный фонд Bicentenario для обеспечения выплаты процентов внешнего долга страны. Средства фонда Bicentenario были направлены на то, чтобы снизить финансовую нагрузку на государственную казну и способствовать восстановлению экономики после глобального экономического кризиса 2008—2009 годов. Фернандес поручила главе Центрального банка Аргентины Мартину Редрадо перевести из Центрального банка на счета фонда Bicentenario 6,6 миллиардов долларов США. Редрадо отказался это сделать, мотивируя это тем, что: «Эти деньги принадлежат всем аргентинцам, а не только президенту Фернандес».
В январе 2010 года Кристина Фернандес де Киршнер издала указ о снятии с должности главы Центробанка Мартина Редрадо с формулировкой «Он не выполняет свои обязанности государственного служащего». Для вступления этого указа в силу Кристина Фернандес созвала срочное заседание кабинета министров. Мартин Редрадо обратился в конституционный суд для отмены решения главы государства. Оппозиция и Конгресс критиковали деятельность фонда. На следующий день после подписания указа о создании фонда группа лидеров оппозиции подала иск судье Марии Хосе Сармьенто на аннулирование указа президента о создании фонда Bicentenario. Мария Хосе Сармьенто восстановила Мартина Редрадо в должности главы Центрального банка и временно приостановила деятельность фонда Bicentenario. Сармьенто мотивировала это тем, что «президент не имеет полномочий для принятия решения об отставке главы Центрального банка». Согласно банковской хартии, правительство страны вправе уволить члена правления ЦБ Аргентины лишь после получения рекомендации от специального комитета конгресса. В тот же день правительство пыталось обжаловать судебное решение, но не смогло, потому что судья Сармьенто вышла из зала суда, не изменив своего решения. Правительство дало отвод судье для того, чтобы другой судья отменил решения Сармьенто, и объявило: «Судья Сармьенто действовала с враждебностью по отношению к президенту Кристине Фернандес». Сармьенто в свою очередь сказала: «Окончательное решение примет Верховный суд».
3 февраля 2010 года после решения комиссии Конгресса был уволен глава Национального банка Мартин Редрадо, а на его место утверждена кандидатура Мерседес Марко дель Понт. Наконец, президент отменила указ о создании специального фонда, и он впоследствии был аннулирован Конгрессом, который сформировал другой фонд Desendeudamiento.

### Закон о легализации однополых браков
В июле 2010 года Кристина Фернандес де Киршнер в торжественной церемонии, которая транслировалась в прямом эфире государственного телевидения страны, подписала закон о легализации однополых браков, принятый накануне парламентом при поддержке правительства и лично супругов Киршнер. По словам президента, это «фундаментальная победа» на пути к полному равноправию в обществе.

### Закон о запрете курения в общественных местах
13 июня 2011 года Кристина Фернандес де Киршнер утвердила закон, согласно которому в Аргентине был введён запрет на курение в общественных местах и рекламу табачных изделий. Кроме того, были ужесточены условия продажи сигарет. В частности, была запрещена продажа сигарет по одной и их продажа через автоматы.

## Внешняя политика

### Конфликт с США, скандал с задержанием Антонини Уилсона
Через несколько дней после победы Кристины Фернандес на выборах президента она оказалась втянута в международный политический скандал. В августе 2007 года в Аргентине был арестован американский бизнесмен венесуэльского происхождения Гвидо Антонини Уилсон — при таможенном досмотре у Уилсона был изъят чемодан с 800 тыс. долларов США. Уилсон в ходе допроса сказал, что чемодан с этими деньгами ему поручил нелегально перевезти из Майами в Аргентину бизнесмен из Венесуэлы Франклин Дюран. По заявлению прокурора США, Дюран приехал в Майами с целью найти исполнителя для перевозки денег, а после ареста Гвидо Антонини Уилсона оказывал на него давление в целях скрытия происхождения этих денег. После заседания американского суда, в котором Франклин Дюран дал показания о том, что он работал на президента Венесуэлы, федеральный прокурор США пообещал Фернандес де Киршнер расследовать скандальный случай с нелегальным ввозом в Аргентину крупной суммы денег. По его заявлениям, «деньги предназначались для избирательной кампании Фернандес и были от президента Венесуэлы». Суд города Майами признал Франклина Дюрана нелегальным агентом Венесуэлы на территории США и приговорил его к четырём годам заключения. Началом скандала стала информация в прессе о том, что Уго Чавес выделил деньги на предвыборную кампанию Кристины Фернандес. Скандал разгорелся, когда у журналистов нашлись фотографии, на которых был изображён президент Венесуэлы, обнимавший Кристину Фернандес. Кристина Фернандес и Уго Чавес опровергли эту информацию и заявили, «что это надувательство». По их словам, «это была попытка США разобщить страны Карибского бассейна и Латинской Америки». Кристина Фернандес де Киршнер ограничила действия американского посла в Аргентине. Элиза Каррио и Мария Эстенссоро, лидеры основных оппозиционных партий, заявили: «Основной причиной скандала стала коррупция в аргентинском и венесуэльском правительствах». Скандал вызвал резкую реакцию со стороны Фернандес, она назвала его «копанием мусора в международной политике». Реакция президента ухудшила дипломатические отношения между США и Аргентиной, несмотря на то, что в начале февраля 2008 года президент Фернандес приняла посла США Энтони Уайна, и тот высказал официальную позицию Белого дома. Уайн сказал президенту Фернандес: «Это дело не входило в сферу внешней политики, расследование касалось нарушения законов США и действий, предпринятых на территории Соединённых Штатов агентами правительства Венесуэлы». Он также подчеркнул: «Правительство США не делало официальных заявлений по поводу ввоза в Аргентину 800 тысяч долларов.

### Российско-аргентинские отношения
9—10 декабря 2008 года Кристина Фернандес де Киршнер совершила официальный визит в Москву, в ходе которого встретилась с президентом России Дмитрием Медведевым. Переговоры двух лидеров затронули вопросы взаимного российско-аргентинского экономического сотрудничества, в частности, в сферах атомной энергетики, газовой отрасли, сельского хозяйства. Медведев и Фернандес обсудили вопрос участия российских компаний в строительстве нового газопровода из Аргентины в Боливию. Также на переговорах обсуждался всемирный финансовый кризис и меры борьбы с его последствиями. В ходе визита достигнуто межгосударственное соглашение о безвизовом режиме для туристов, если граждане намерены оставаться на территории другой страны не более 90 дней, в противном случае необходимо приобретать визу.
В апреле 2010 года президент России Дмитрий Медведев во время своего визита в столицу Аргентины встретился с Фернандес. В результате были подписаны договоры в области железнодорожного транспорта, атомной энергетики, а также договор о совместном использовании российской системы спутниковой навигации ГЛОНАСС.

### Другие официальные визиты
В январе 2009 года президент Аргентины совершила официальный визит на Кубу, ставший первым для главы правительства Аргентины за последние 23 года. Кристина Фернандес провела беседу с Фиделем Кастро. Вот как Кристина Фернандес описала встречу с Фиделем: „Встреча длилась полчаса. Несмотря на болезнь, Фидель выглядел очень хорошо. Мы обсудили с Фиделем Кастро различные темы, говорили в основном о сложившейся ситуации в мире, экономической блокаде Кубы, инаугурации президента США Барака Обамы“.
Из Гаваны Киршнер направилась с официальным визитом в Венесуэлу, вернулась откуда в конце января. Во время этого визита стороны подписали 21 соглашение о сотрудничестве обеих стран в энергетической, промышленной и сельскохозяйственной сферах, также в области здравоохранения и обсудили международную борьбу с наркотрафиком. Было заключено соглашение о создании общего фонда для поддержания экономики обеих стран. Был подписан договор о совместном использовании двух нефтяных месторождений. Лидер Венесуэлы Уго Чавес пообещал „снабжать Аргентину нефтью, а в дальнейшем и сжиженным газом, в течение 100 лет“. Кристина Фернандес и Уго Чавес пообещали друг другу встречаться не реже одного раза в три месяца. Результатом визита стало соглашение о продаже Аргентине нефти по льготной цене.
В начале февраля 2009 года Кристина Фернандес де Киршнер совершила официальный визит в Испанию. В течение двухдневного визита Кристина Фернандес де Киршнер была представлена королевской семье. У неё состоялась беседа с премьер-министром страны Хосе Луисом Родригесом Сапатеро.
14 октября 2009 года Кристина Фернандес де Киршнер совершила официальный визит в Индию. Во время визита стороны подписали межгосударственное соглашение о научном и технологическом сотрудничестве обеих стран и о сотрудничестве в области исследования и мирного использования атомной энергии.
В октябре 2009 года президент Фернандес и президент Чили Мишель Бачелет совместно подписали в столице страны Сантьяго соглашение о сотрудничестве, также был заключён договор о строительстве железнодорожного туннеля через Анды. Туннель соединит чилийскую область Кокимбо и аргентинскую провинцию Сан-Хуан. Стоимость проекта составила три миллиарда долларов.
В марте 2010 года президент Аргентины совершила официальный визит в Перу. В ходе визита разрешён дипломатический конфликт 1995 года между Перу и Аргентиной. Конфликт двух стран начался с разоблачения поставок аргентинского оружия в Эквадор, который имеет общую границу с Перу. В этот период между Эквадором и Перу на границе проходили военные столкновения. Аргентина совершала поставки оружия в нарушение договора, в котором Аргентина, вместе с другими странами Южной Америки, являлась гарантом мира в регионе. 1 июля 2001 года Карлос Менем (президент Аргентины в 1989—1999 годах) был арестован по обвинению в контрабанде оружия в Эквадор и Хорватию. Кристина Фернандес поблагодарила перуанцев за поддержку Аргентины в 1982 году во время конфликта с Великобританией из-за Фолклендских островов.
11—15 июля 2010 года Кристина Фернандес де Киршнер совершила официальный визит в Китай, в котором её сопровождал Эктор Тимерман. Главы двух государств провели беседу по вопросам стратегических отношений двух стран. Были подписаны межправительственные соглашения в области транспорта, энергоносителей, медикаментов. Соглашения предусматривают строительство в Аргентине железных дорог и столичного метро на общую сумму 10 млрд долларов.
В течение января 2011 года Фернандес побывала с визитами в нескольких странах Ближнего Востока. Она побывала в Катаре, Кувейте и Турции. Во время визита в Турцию она встретилась с премьер-министром страны Реджепом Тайипом Эрдоганом. Эрдоган призвал Фернандес увеличить объём торговых отношений между странами. Рикардо Альфонсин, являющийся членом Конгресса Аргентины, подверг критике президента Аргентины за то, что Кристина Фернандес во время встречи не подняла тему геноцида армян. Альфонсин сказал: „Вы можете укреплять связи и торговые отношения, не жертвуя правами человека“.

### Выступление Фернандес в ООН
В сентябре 2009 года Кристина Фернандес произнесла речь на 64-й Генеральной ассамблее ООН в Нью-Йорке, в которой подвергла критике иранского президента Махмуда Ахмадинежада. В ней Кристина Фернандес обвинила правительство Ирана в том, что Тегеран не производит расследование обстоятельств теракта, произошедшего 15 лет назад в еврейском общественном центре AMIA в Буэнос-Айресе. Родственники жертв теракта высказали благодарность президенту Аргентины. Также Кристина Фернандес обсудила проблему Мальвинских островов.

### Конфликт с Великобританией из-за Фолклендских (Мальвинских) островов
В середине февраля 2010 года британская компания по добыче нефти Desire Petroleum получила лицензию на проведение геологоразведки в районе спорных Фолклендских (Мальвинских) островов. Министр иностранных дел Аргентины выразил протест в связи с намерениями Великобритании добывать нефть у берегов Аргентины.
Ответом Аргентины на британские планы освоения Фолклендских островов стало принятие президентом Аргентины Кристиной Фернандес де Киршнер 16 февраля 2010 года закона, согласно которому все суда, входящие в 500-километровую морскую зону страны, обязаны получать на это особое разрешение властей. В свою очередь Великобритания на эти требования опубликовала 18 февраля заявление премьер-министра Гордона Брауна: „Великобритания имеет полные права на поиск нефти в этом районе, аргентинцы должны это понимать, поскольку острова находятся под надёжной защитой“. 21 февраля британская буровая платформа Ocean Guardian прибыла в район, где была обнаружена нефть, расположенная в северной части Фолклендских островов, и приступила к бурению.
23 февраля на саммите, прошедшем в Мексике, главы государств Латинской Америки высказались в поддержку Аргентины в конфликте с Великобританией из-за Фолклендских островов. Была принята декларация, и участники саммита приняли специальное заявление по поводу решения Великобритании начать нефтяные разработки в акватории островов.
24 февраля министр иностранных дел Аргентины Хорхе Таина написал обращение к генеральному секретарю ООН Пан Ги Муну с просьбой вмешаться в конфликт его страны с Великобританией по поводу Фолклендских островов и оказать давление на Великобританию с целью её отказа от односторонних действий по добыче нефти в этом районе. Таина предложил провести переговоры в рамках ООН. Пан Ги Мун одобрил стремление аргентинской стороны к мирным способам разрешения разногласий с Великобританией. Великобритания посредством своего представителя в ООН снова указала на принадлежность Фолклендских островов Великобритании.
Британская нефтегазовая компания Rockhopper Exploration 6 мая опубликовала заявление об открытии на севере Фолклендских островов нефтяного месторождения. 18 мая 2010 года президент Аргентины написала письмо премьер-министру Великобритании Дэвиду Кэмерону с требованием прекратить работы по разведке нефти в районе спорных Мальвинских (Фолклендских) островов. Ответом стало заявление министерства иностранных дел Великобритании: „Великобритания не собирается пересматривать статус Фолклендских островов и вести переговоры с Аргентиной на этот счёт, кроме случая, если инициатива поступит от самих фолклендцев“.
В начале октября 2010 года Кристина Фернандес написала сообщение в своём твиттере:
Военно-морские силы Великобритании, эти колониалисты, оккупанты Фолклендских островов, заявили о проведении маневров с ракетными стрельбами у берегов Восточного Фолкленда. Типичный колониализм XIX века. Анахронистическое использование силы в нарушение международного законодательства. Им на него наплевать. Яркий пример двойных стандартов. Вывод — пираты навсегда?

## Вторая избирательная кампания
21 июня 2011 Кристина Фернандес на вопрос агентства Рейтер, будет ли она участвовать в выборах главы государства, которые должны будут состояться в конце октября, ответила: „Мы будем продолжать двигаться вперед. Я всегда знала, что нужно делать“.
22 июня Кристина Фернандес во время встречи со своими избирателями в научно-исследовательском институте Буэнос-Айреса задела решётку ограждения, упала и поранила голову. Её экстренно доставили в больницу Буэнос-Айреса, где сделали томографию мозга. Инцидент прошёл без осложнений.
По информации Национальной избирательной комиссии, президент Аргентины Кристина Фернандес де Киршнер стала лидером на прошедших в Аргентине 14 августа 2011 года предварительных президентских выборах. За партию „Фронт за победу“ отдали голоса 49,62 % избирателей, после обработки бюллетеней с 35,49 % участков. На втором месте Рикардо Альфонсин, от партии „Союз ради социального развития“, он набрал 13,07 % голосов, в то время как Элиса Каррио от партии „Гражданская коалиция“ поддержали лишь 3,32 % избирателей. Остальные политические движения набрали чуть больше 1 % голосов избирателей. На состоявшихся 23 октября 2011 года выборах президента Аргентины победу одержала действующий президент Кристина Фернандес. Она набрала более 53 % голосов. На втором месте социалист Гермес Биннер.

## Обвинения после отставки
В мае 2016 года аргентинский суд обвинил Киршнер в мошенничестве в связи с манипулированием Центральным банком для искусственного поддержания курса песо.
В декабре 2016 года Киршнер было предъявлено обвинение в коррупции по делу о сделках с участием компании, которая получала выгодные контракты от правительства при проведении дорожных работ.
В декабре 2017 года суд попросил Сенат лишить Киршнер сенаторского иммунитета от уголовного преследования, чтобы поместить её под арест по обвинению в государственной измене за попытку скрыть роль Ирана в организации террористического акта в Буэнос-Айресе в 1994 году. Позже обвинение по этому делу было изменено на злоупотребление властью, использование служебного положения, сокрытие предполагаемых преступников при отягчающих обстоятельствах и препятствование правосудию.
В 2018 году привлекалась к суду по делу о коррупции и растрате государственных средств при предоставлении крупных строительных подрядов. Как действующий сенатор, она имеет иммунитет от наказания в виде тюремного заключения. Суду предшествовала попытка её как президента отдать госдолг из средств золотовалютного резерва страны (которыми распоряжается ЦБ). Но ЦБ отказал и посоветовал занять ещё для покрытия предыдущего долга. Попытка снять главу ЦБ для Киршнер окончилась импичментом и привело к данному судебному разбирательству.
В мае 2019 года против Киршнер было также выдвинуто обвинение в „неисполнение обязанностей госслужащего“ в связи с обнаружением у неё при обыске записной книжки бывшего президента Аргентины Иполито Иригойена и письма Хосе де Сан-Мартина Бернардо О’Хиггинсу, датированого 1835 годом. Эти записная книжка и письмо были украдены из государственных архивов Аргентины и Чили соответственно. Киршнер заявила, что ей их подарил президент России Владимир Путин во время её визита в Москву в 2015 году.
В декабре 2022 года суд приговорил Кристину Киршнер к шести годам тюремного заключения по делу о коррупции. Кроме того, суд лишил её права занимать государственные должности пожизненно. Но поскольку Киршнер обладает иммунитетом, занимая посты вице-президента и главы сената, „в обозримом будущем ей не придётся отбывать срок“.

## Вице-президент
После президентских выборов 2019 года в Аргентине Кристина Киршнер вернулась в большую политику как вице-президент при Альберто Фернандесе, который возглавлял правительство страны при ней и её муже.
10 декабря 2019 года вступила в должность вице-президента Аргентины.
11 февраля 2020 года Федеральная палата уголовного судопроизводства Аргентины отменила предварительное заключение в отношении Кристины Киршнер по обвинению в сговоре и отмывании денег, полученных в 2007—2015 годах через предпринимателя Ласаро Баеса.
13 февраля 2020 года Киршнер заявила, что Международный валютный фонд не получит „ни полцента“ по ранее выданным кредитам, пока страна не выберется из экономической рецессии. Аргентина уже много лет продолжает платить неподъемный внешний долг, изымая средства из кризисной экономики. Новое правительство решило направить деньги на развитие страны, нарушив обязательства перед зарубежными кредиторами. Внешний долг Аргентины составляет около 100 миллиардов долларов, и почти половина — займы у МВФ.
1 сентября 2022 года, когда Киршнер подписывала экземпляры своей книги „Искренне“ возле своего дома, в неё попытались выстрелить из пистолета. Покушавшийся дважды нажал на спусковой крючок, но выстрелов не последовало.

## Личная жизнь

### Семья
Кристина Фернандес вышла замуж в 1975 году за Нестора Киршнера. У них — двое детей. Старший сын Максимо родился в 1977 году, а дочь Флоренсия — в 1990 году. Флоренсия в 2008 году завела свою интернет-страницу на сайте „Fotolog“. В ней она разместила фотографии себя и своей семьи. Родственники отрицательно отнеслись к этому. Её отец, Нестор Киршнер неоднократно просил Флоренсию убрать эти фотографии из интернета.
Кристина Фернандес призналась, что, кроме двух успешных беременностей, у неё в 1984 году был выкидыш.
В 1984 году, когда я была на шестом месяце, я потеряла сына и сама чуть не умерла.
Только после того, как Киршнер избавилась от пристрастия к табакокурению, она снова смогла забеременеть.
27 октября 2010 года в больнице города Эль-Калафате (провинция Санта-Крус) от сердечной недостаточности умер Нестор Киршнер, бывший президент и муж Кристины Фернандес. 30 октября 2010 года состоялись его похороны, траурный кортеж прошёл по улицам Буэнос-Айреса, тысячи аргентинцев прощались с бывшим президентом. В стране был объявлен траур.

### Увлечение политикой
Кристина Фернандес с юности стремилась возглавить Аргентину и прилагала все усилия для этого. Так, журналистка Ольга Ворна (исп. Olga Wornat), ставшая автором биографии Кристины Фернандес, охарактеризовала её как „сильную, образованную, порой великодушную и даже заносчивую, часто эмоционально неуравновешенную, но при всех своих недостатках незаменимую для Аргентины“. Нестор Киршнер признавался, что его жена активнее, чем он сам, продвигала его политическую карьеру. Кристина и Нестор Киршнер всегда примыкали к левому крылу перонизма и поддерживали сначала Антиимпериалистический фронт Эвы Перон, а позже Хустисиалистскую партию. В то время, как сам Нестор на интервью пользовался заранее заготовленными текстами, Кристина — отличный оратор и политтехнолог. Журнал „The Times“ писал: „Кристина Фернандес использовала своё очарование и сексуальность как мощное оружие на пути к цели, что уже использовала легендарная Ева Перон…“. По мнению оппозиции, Фернандес имеет имидж заносчивой и высокомерной женщины. Несмотря на это, простые аргентинцы называют её по имени — Кристина — и искренне считают, что имидж высокомерной она получила из зависти.

### Стиль
Другое увлечение Кристины Фернандес — это стремление хорошо выглядеть, с этой целью она постоянно покупает себе новые наряды, уделяет много времени макияжу и косметике. В коллекции Кристины Фернандес одежда и обувь самых престижных фирм, а также от известных дизайнеров. Хотя такая слабость не сказывается на её популярности среди избирателей. Кристина Фернандес всегда носит макияж и высокие каблуки». Она редко носит один и тот же наряд два раза и во многих случаях опаздывала на встречи с мировыми лидерами из-за того, что уделяла слишком много времени выбору одежды. После смерти мужа Фернандес решила носить только чёрное. И с момента смерти мужа сменила 200 различных нарядов, в том числе костюмы, брюки, вечерние платья и куртки.

### Отношения со СМИ
Кристина Фернандес очень редко даёт интервью и иногда публично называла журналистов «ослами» и «тупицами». Кристина Фернандес подавала в суд на журналистов, пишущих о ней нелестные отзывы, добивалась от них опубликования опровержений. Журналисты всегда критикуют её стремление хорошо выглядеть, большие расходы на наряды от Армани и пластические операции. В одном из интервью она сказала:
У меня в жизни две страсти: политика и шоппинг.

### Популярность
В 2008 году Кристина Фернандес вошла в список ста самых влиятельных женщин в мире, опубликованный журналом «Forbes». В нём она присутствовала в качестве второй женщины — главы правительства, после Ангелы Меркель. В 2008 году в этом списке Фернандес была на тринадцатом месте, в 2009 году — на одиннадцатом, а в 2010 году опустилась на шестьдесят восьмое. В 2010 году Кристина Фернандес оказалась на втором месте в составленном журналом Time списке десяти лучших женщин-лидеров мира.

### Болезнь
22 декабря 2011 года у Кристины Фернандес во время медосмотра в правой доле щитовидной железы была обнаружена карцинома, без метастазов. 4 января 2012 года была проведена успешная операция по удалению опухоли.
Осенью 2013 года президент Аргентины перенесла сложную операцию. В это время её на посту президента заменял Амадо Буду, который являлся в это время вице-президентом Аргентины.

## Награды
Кристина Фернандес награждена главной аргентинской национальной наградой — орденом Освободителя Сан-Мартина.
В ходе визита Кристины Фернандес де Киршнер в Перу в марте 2010 года она была награждена высшей государственной наградой этой страны — орденом «Солнца Перу».